# Marleen Van den Bussche
Marleen Van den Bussche (Beernem, 27 december 1957) is een Belgische CD&V-politica. Zij was burgemeester van Maldegem tot eind 2018.
In de Oost-Vlaamse gemeente Maldegem is zij politiek actief sinds 1988. De eerste bestuursperiode was zij gemeenteraadslid, om vanaf 1995 tot 1998 schepen van burgerlijke stand en gezin te worden. Sinds 2001 is zij te Maldegem voorzitter van het OCMW. Een mandaat dat sinds 2007 was gekoppeld aan het ambt van schepen.
Eind 2012 werd zij door de nieuwe meerderheid, die werd gevormd door CD&V en Groen, voorgedragen om vanaf 2013 burgemeester te worden. Zij werd daarmee de eerste vrouwelijke burgemeester in deze Meetjeslandse gemeente.